# ABC1 (Reino Unido)
ABC1 fue un canal de televisión propiedad de la división Disney-ABC Television Group de The Walt Disney Company , disponible para los espectadores en el Reino Unido y la República de Irlanda . Usó la marca de la red estadounidense propiedad de Disney, ABC.

## Historia
ABC1 fue lanzado inicialmente exclusivamente en los británicos de televisión digital terrestre plataforma de TDT el 27 de septiembre de 2004, pero sólo se transmite diariamente de 6:00 a. m. a 6:00 p. m. con las expectativas que el tiempo de difusión 24/7 para el año 2010. El canal no hizo comerciales de aire por primera pocos meses para construir espectadores. En diciembre de 2004, se lanzó en el servicio de cable digital de Telewest, y el 14 de diciembre en el servicio de cable digital NTL.
En marzo de 2005, ABC1 recibió su primer anuncio de Procter and Gamble. También en 2005, Sky comenzó a llevar el canal. En el verano de 2006, se agregó un bloque de Playhouse Disney a la programación de la mañana. 
Se anunció el 7 de septiembre de 2007, que ABC1 cerraría, debido a que Disney decidió concentrarse en sus otros canales y la falta de disponibilidad en horario estelar en Freeview. A pesar de estar programado para cerrar el 1 de octubre de 2007, ABC1 dejó de transmitir en todas las plataformas de televisión del Reino Unido y la República de Irlanda al mediodía del 26 de septiembre de 2007, un día antes de su tercer aniversario.

## Programación
El canal tenía programación de entretenimiento general con programación del canal matriz de Estados Unidos, además del bloque de programación matutina de fin de semana Playhouse Disney, que estaba dirigido a niños.